# Martin Docherty-Hughes

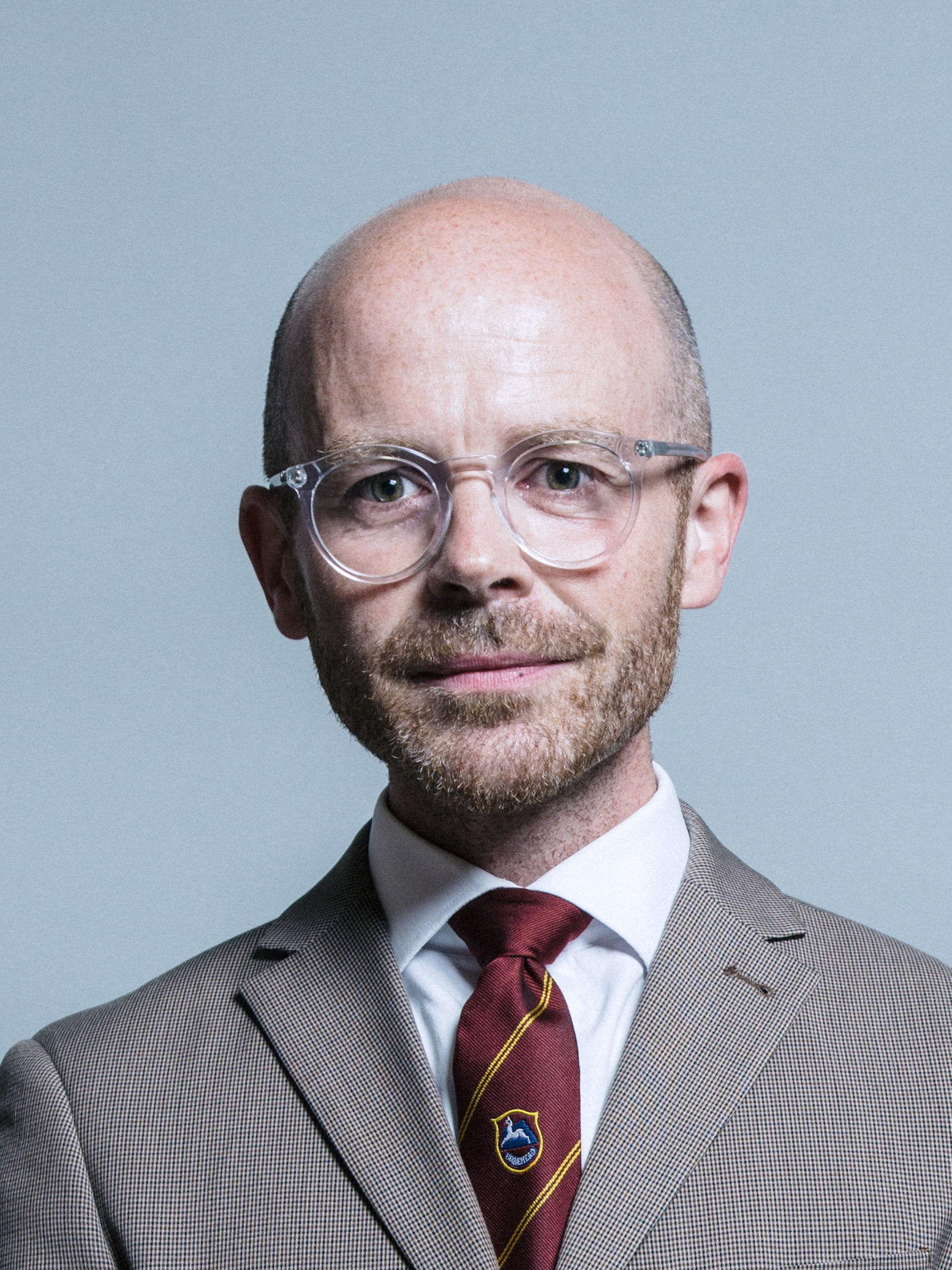
Martin Docherty-Hughes

Martin Docherty-Hughes (* 1971) ist ein schottischer Politiker der Scottish National Party (SNP).

## Leben
Docherty wurde 1971 geboren und wuchs in Clydebank auf. Im Alter von 16 Jahren trat er zunächst ins Arbeitsleben ein, besuchte dann jedoch das Glasgow College of Food Technology, von dem er einen Abschluss in Business Administration erwarb. Docherty erwarb dann einen Bachelorabschluss in Politik an der Universität von Essex. Ein weiteres Studium an der Glasgow School of Art schloss er als Master der Philosophie ab. Anschließend war Docherty mehrere Jahre für die West Dunbartonshire Community and Volunteering Services tätig.

## Politischer Werdegang
1991 trat Docherty in die SNP ein. Ein Jahr später wurde er für die Partei in den Kommunalrat von Clydebank gewählt. 2012 erfolgte seine Wahl in den Glasgower Stadtrat.
Bei den Unterhauswahlen 2015 trat Dochrety erstmals zu Wahlen auf nationaler Ebene an. Er bewarb sich um das Mandat des Wahlkreises West Dunbartonshire, welchen die Labour-Politikerin Gemma Doyle seit 2010 im britischen Unterhaus vertrat. Mit den massiven Stimmgewinnen der SNP bei diesen Wahlen gewann Docherty mit einem Stimmenanteil von 59,0 % das Mandat deutlich und zog in der Folge erstmals in das House of Commons ein. Trotz Stimmverlusten behauptete Docherty bei den vorgezogenen Unterhauswahlen 2017 sein Mandat.